# BR-020
Pour les articles homonymes, voir Route 20.

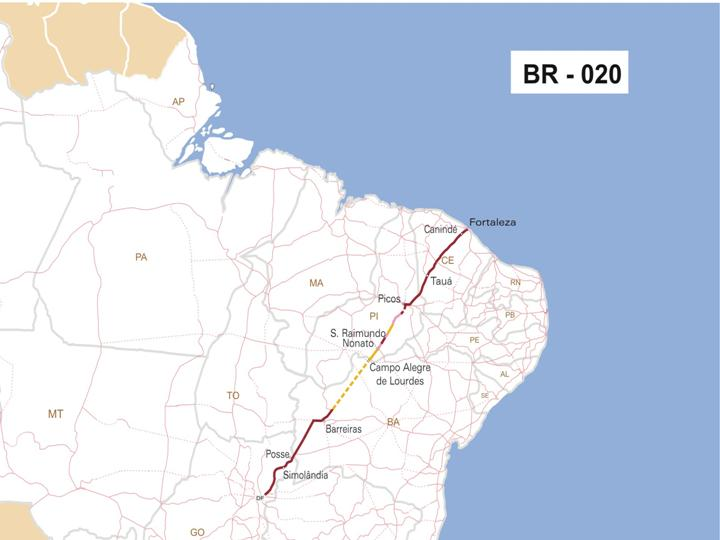
Tracé de la BR-020

La BR-020 est une route fédérale du Brésil. Son point de départ se situe à Brasília, la capitale fédérale du pays, et elle s'achève à Fortaleza, dans l'État du Ceará. Elle traverse le District fédéral et les États de Goiás, Bahia, du Piauí et du Ceará. 
Sur toute une partie de l'État de Bahia, tout un tronçon de la route n'est pas encore construit, entre le km 327 et la limite avec le Piauí. 
Elle dessert, entre autres localités et villes :
- Sobradinho (District fédéral) ;
- Planaltina (District fédéral) ;
- Formosa (Goiás) ;
- Vila Boa (Goiás) ;
- Alvorada do Norte (Goiás) ;
- Posse (Goiás) ;
- Barreiras (Bahia) ;
- Picos (Piauí).

Elle est longue de 2 038,50 km (y compris les tronçons non construits).